# Melanotus horizontalis
Melanotus horizontalis är en svampart som först beskrevs av Pierre Bulliard (v. 1742–1793), och fick sitt nu gällande namn av Peter D. Orton 1984. Melanotus horizontalis ingår i släktet Melanotus och familjen Strophariaceae.   Inga underarter finns listade i Catalogue of Life.
I den svenska databasen Dyntaxa används istället namnet Psilocybe horizontalis för samma taxon.  Arten är reproducerande i Sverige.